# 塞德里克·霍奇斯
塞德里克·蒂龙·霍奇斯（英語：Cedrick Tyrone Hordges，1957年1月8日—），美国NBA联盟前职业篮球运动员。他在1979年的NBA选秀中第3轮第49顺位被芝加哥公牛选中。